# 브레이크 (2012년 영화)
《브레이크》(영어: Brake)는 2012년 개봉한 미국의 액션 스릴러 영화이다.

## 줄거리
비밀경호국 요원 제러미 레인스는 대통령 경호팀으로 발령 받은 뒤 납치를 당해 유리 상자 안에 담겨 차 트렁크에 갇힌다. 납치범들은 제러미에게서 비상사태 시에 대통령과 부통령이 쓰는 기밀 엄폐호의 위치를 캐내는 것이 목적이다.   

## 출연
- 스티븐 도프 - 제러미 레인스 역
- 카일러 리 - 몰리 레인스 역
- JR 본 - 헨리 쇼 역
- 톰 베런저 - 벤 레이놀즈 역
- 프루잇 테일러 빈스 - 운전수 역
- 새미 셰이크 - 마코 역